# Ян Скарбек (Освенцим)
Ян Скарбек (нар. 15 червня 1885, Пщина) — польський римо-католицький священик, літописець. Ян Скарбек є одним з почесних громадян Освенцима — він отримав це звання від міської влади в 1934 році. Він був відомий тим, що розвивав міжконфесійні відносини в Освенцімі і підтримував дружні відносини з місцевою єврейською громадою.

## Біографія

### Освіта
У 1909 році він був висвячений в сан священика і отримав диплом з теології в Ягеллонському університеті. Він також був випускником юридичного факультету того ж університету в Кракові. Він був висвячений на звання священика в Кракові в 1909 році. Його першою пастирською установою була парафія святого Адальберта і святої Катерини в Явожно. У 1914 році він опинився в сусідній Щакові, а рік по тому — в Плешуві, недалеко від Кракова. У січні 1926 року Скарбек став парафіяльним священиком парафії Успіння Пресвятої Діви Марії в Освенцимі і займав цю посаду до своєї смерті.

### Міжвоєнний період
Він приїхав в Освенцим у 1926 році. Він багато років був членом міської ради. У 1934 році йому було присвоєно звання почесного громадянина Освенцима. Він брав активну участь у ряді благодійних, соціальних та освітніх організацій, а також брав участь у підтримці належних міжконфесійних відносин в Освенцімі. У 1929 році він став головою комітету, присвяченого будівництву і створенню першої середньої школи в місті, яка функціонує донині (сьогодні середня школа Станіслава Конарського в Освенцімі).

### Друга світова війна
Під час війни Ян Скарбек співпрацював з рухом Опору в концтаборі Аушвіц. Він брав участь у наданні допомоги втікачам з табору Аушвіц, в тому числі шляхом видачі фальшивих записів про хрещення. У ніч з 1 на 2 липня 1942 року німецькі поліцейські заарештували парафіяльного священика, скарбника і одного з вікаріїв. Священики були побиті, а пресвітерія розграбована. Хатня робітниця парафіяльного священика також була заарештована. Скарбек був заарештований за «зберігання надмірної кількості продуктів харчування в пресвітерії». Він був ув'язнений в Освенцимі, Катовицях, Мисловицях і Бельсько. Після звільнення німецька влада не дозволила йому повернутися в Освенцим, і він повернувся сюди тільки в 1945 році; потім він продовжував виконувати обов'язки парафіяльного священика.
Він помер 2 лютого 1951 року в Освенцимі і був похований на парафіяльному кладовищі в Освенцимі.

## Діяльність з розвитку міжконфесійних відносин
Ян Скарбек активно будував добрі відносини з єврейською громадою Освенцима, засновані на взаємній повазі. Він підтримував теплі, дружні стосунки з місцевим рабином Еліягу Бомбахом, спілкувався з іншими рабинами і закликав католицьку громаду міста бути такою ж відкритою по відношенню до інших релігій